# Okres wielkanocny

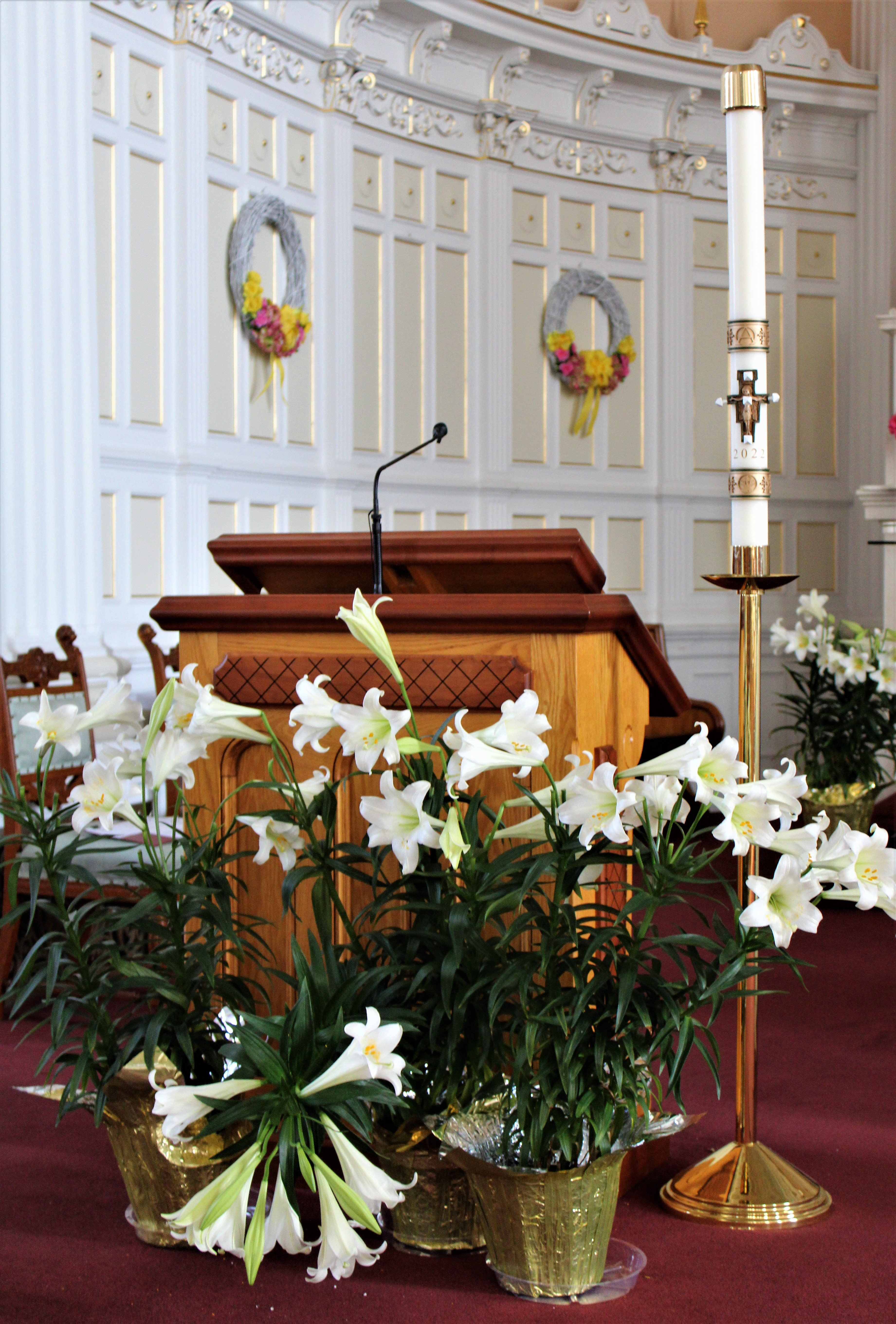
Świeca wielkanocna w kościele

Okres wielkanocny (łac. tempus paschale) – okres w roku liturgicznym trwający od wigilii paschalnej do niedzieli Zesłania Ducha Świętego (to jest 50 dni). W tym okresie używa się w liturgii Kościoła katolickiego białego koloru szat liturgicznych. Rozważa się w nim Zmartwychwstanie Pańskie.
W tym okresie w Kościele katolickim obchodzone są: Święto Miłosierdzia Bożego oraz Wniebowstąpienie Pańskie.